# Hostomice (Ústí nad Labem)
Hostomice (in tedesco Hostomitz)  è un comune mercato della Repubblica Ceca facente parte del distretto di Teplice, nella regione di Ústí nad Labem.